# 巴甫利夫卡 (克拉斯諾赫拉德區)
巴甫利夫卡（羅馬化：Pavlivka）是烏克蘭東部哈爾科夫州别列斯京区克希奇夫卡市镇内的村落。距離皮薩里夫卡2公里，始建於1867年，面積1.9平方公里，海拔高度171米，2001年人口438。